# إيرلفيل
إيرلفيل (إلينوي) (بالإنجليزية: Earlville, Illinois)‏ هي مدينة تقع في الولايات المتحدة في إلينوي. يقدر عدد سكانها بـ 1,701 نسمة .

## التركيبة السكانية
حدّد مكتب تعداد الولايات المتحدة بيانات التركيبة السكانية لإيرلفيل في تعداد الولايات المتحدة. في ما يلي، التركيبة السكانية حسب تعدادي 2000 و2010.

### تعداد عام 2000
بلغ عدد سكان إيرلفيل 1,778 نسمة بحسب تعداد عام 2000، وبلغ عدد الأسر 678 أسرة وعدد العائلات 485 عائلة مقيمة في المدينة. في حين سجلت الكثافة السكانية 571.7 نسمة لكل كيلومتر مربع (1,480.7/ميل2). وبلغ عدد الوحدات السكنية 708 وحدة بمتوسط كثافة قدره 227.7 لكل كيلومتر مربع (589.7/ميل2).
وتوزع التركيب العرقي للمدينة بنسبة 97.64% من البيض و0.06% من الأمريكيين الأفارقة و0.62% من الأمريكيين الأصليين و0.11% من الأمريكيين ذوي الأصول الآسيوية و0.45% من الأعراق الأخرى و1.12% من عرقين مختلطين أو أكثر و2.02% من الهسبانيون أو اللاتينيون من أي عرق.
بلغ عدد الأسر 678 أسرة كانت نسبة 39.5% منها لديها أطفال تحت سن الثامنة عشر تعيش معهم، وبلغت نسبة الأزواج القاطنين مع بعضهم البعض 59.3% من أصل المجموع الكلي للأسر، ونسبة 9% من الأسر كان لديها معيلات من الإناث دون وجود شريك،  بينما كانت نسبة 3.2% من الأسر لديها معيلون من الذكور دون وجود شريكة وكانت نسبة 28.5% من غير العائلات. تألفت نسبة 25.1% من أصل جميع الأسر من عدة أفراد يعيشون في نفس المنزل ونسبة 14.5% كانت تتألف من شخص يعيش بمفرده يبلغ من العمر 65 عاماً أو أكثر. وبلغ متوسط حجم الأسرة المعيشية 2.62، أما متوسط حجم العائلات فبلغ 3.16.
بلغ العمر الوسطي للسكان 35.3 عاماً. وكانت نسبة 30.3% من القاطنين تحت سن الثامنة عشر، وكانت نسبة 6.4% بين الثامنة عشر والرابعة والعشرين عاماً، ونسبة 30.2% كانت واقعةً في الفئة العمرية ما بين الخامسة والعشرين والرابعة والأربعين عاماً، ونسبة 18.9% كانت ما بين الخامسة والأربعين والرابعة والستين، ونسبة 14.1% كانت ضمن فئة الخامسة والستين عاماً فما فوق. يوجد لكل 100 أنثى 100.3 ذكر، ويوجد لكل 100 أنثى في الثامنة عشر من عمرها فما فوق 91.0 ذكر.
بلغ متوسط دخل الأسرة في المدينة 39,286 دولارًا، أما متوسط دخل العائلة فبلغ 47,535 دولارًا. وكان متوسط دخل الذكور 35,938 دولارًا مقابل 23,295 دولارًا للإناث. وسجل دخل الفرد الخاص بالمدينة 16,722 دولارًا. وكانت نسبة 4.7% من العائلات ونسبة 7.5% من السكان تحت خط الفقر، وكان من هؤلاء نسبة 10.3% تحت سن الثامنة عشر ونسبة 6.3% في الخامسة والستين من العمر وما فوق.

### تعداد عام 2010
بلغ عدد سكان إيرلفيل 1,701 نسمة بحسب تعداد عام 2010، وبلغ عدد الأسر 663 أسرة وعدد العائلات 443 عائلة مقيمة في المدينة. في حين سجلت الكثافة السكانية 546.9 نسمة لكل كيلومتر مربع (1,416.5/ميل2). وبلغ عدد الوحدات السكنية 763 وحدة بمتوسط كثافة قدره 245.3 لكل كيلومتر مربع (635.3/ميل2).
وتوزع التركيب العرقي للمدينة بنسبة 95.88% من البيض و0.24% من الأمريكيين الأفارقة و0.29% من الأمريكيين الأصليين و0.06% من الأمريكيين ذوي الأصول الآسيوية و2.06% من الأعراق الأخرى و1.47% من عرقين مختلطين أو أكثر و8.05% من الهسبانيون أو اللاتينيون من أي عرق.
بلغ عدد الأسر 663 أسرة كانت نسبة 33% منها لديها أطفال تحت سن الثامنة عشر تعيش معهم، وبلغت نسبة الأزواج القاطنين مع بعضهم البعض 51.3% من أصل المجموع الكلي للأسر، ونسبة 9% من الأسر كان لديها معيلات من الإناث دون وجود شريك،  بينما كانت نسبة 6.5% من الأسر لديها معيلون من الذكور دون وجود شريكة وكانت نسبة 33.2% من غير العائلات. تألفت نسبة 26.1% من أصل جميع الأسر من عدة أفراد يعيشون في نفس المنزل ونسبة 12.1% كانت تتألف من شخص يعيش بمفرده يبلغ من العمر 65 عاماً أو أكثر. وبلغ متوسط حجم الأسرة المعيشية 2.57، أما متوسط حجم العائلات فبلغ 3.10.
بلغ العمر الوسطي للسكان 36.9 عاماً. وكانت نسبة 25.4% من القاطنين تحت سن الثامنة عشر، وكانت نسبة 8.5% بين الثامنة عشر والرابعة والعشرين عاماً، ونسبة 26.5% كانت واقعةً في الفئة العمرية ما بين الخامسة والعشرين والرابعة والأربعين عاماً، ونسبة 26.3% كانت ما بين الخامسة والأربعين والرابعة والستين، ونسبة 13.3% كانت ضمن فئة الخامسة والستين عاماً فما فوق. وتوزع التركيب الجنسي للسكان بنسبة 49.9% ذكور و50.1% إناث.

## أعلام
- فريتز كريسلر
- غاري ك. وولف
- فريدريك ك. وليامز